# Kazimierz Ruszkiewicz
Kazimierz Ruszkiewicz (ur. 6 stycznia 1836 w Dzięciołówce, zm. 25 marca 1925 w Warszawie) – polski duchowny rzymskokatolicki, doktor teologii, biskup pomocniczy warszawski w latach 1884–1925, arcybiskup od 1917.

## Życiorys
Urodził się 6 stycznia 1836 w Dzięciołówce. W zakresie szkoły średniej kształcił się w Mariampolu. Od 1852 zdobywał formację w seminarium duchownym w Sejnach. W latach 1854–1858 pogłębiał studia w Akademii Duchownej Rzymskokatolickiej w Warszawie, które ukończył ze stopniem kandydata nauk teologicznych. 4 lipca 1858 przyjął święcenia diakonatu, a 11 grudnia 1858 został wyświęcony na prezbitera przez biskupa Macieja Wołonczewskiego. Od 1862 studiował na państwowym uniwersytecie Sapienza w Rzymie, gdzie uzyskał doktorat z teologii.
Pracował jako wikariusz w Augustowie i Suwałkach. Po powrocie ze studiów zagranicznych od 1865 był wykładowcą teologii moralnej w seminarium duchownym w Warszawie, a w latach 1867–1883 piastował urząd jego rektora. Od 1883 do śmierci był proboszczem parafii św. Krzyża w Warszawie. W 1883 został oficjałem generalnym, a w 1884 kanonikiem kapituły warszawskiej. Należał do redakcji „Przeglądu Katolickiego” i „Kroniki Rodzinnej”, był autorem haseł do Encyklopedii Kościelnej.
24 marca 1884 został prekonizowany biskupem pomocniczym archidiecezji warszawskiej ze stolicą tytularną Berissa. Sakrę biskupią otrzymał 6 lipca 1884 w kościele św. Katarzyny Aleksandryjskiej w Petersburgu. Konsekrował go arcybiskup metropolita mohylewski Aleksander Gintowt-Dziewałtowski w asyście Szymona Marcina Kozłowskiego, biskupa diecezjalnego łuckiego i żytomierskiego, i Antanasa Baranauskasa, biskupa pomocniczego żmudzkiego. W archidiecezji warszawskiej sprawował urząd wikariusza generalnego. Po śmierci arcybiskupa Wincentego Teofila Chościak-Popiela od 14 grudnia 1912 do 14 września 1913 zarządzał archidiecezją jako wikariusz kapitulny. Do I wojny światowej był delegatem Stolicy Apostolskiej dla ukrytych zgromadzeń zakonnych w Królestwie Polskim. Za zwalczanie mariawityzmu został skazany przez rosyjski sąd okręgowy w Warszawie na karę 1 roku i 4 miesięcy twierdzy, przy czym sąd skierował wniosek do monarchy o jej złagodzenie, a w 1913 na karę 4 lat więzienia, która ze względu na wybuch wojny nie została wykonana. 2 listopada 1917 został podniesiony do godności arcybiskupa tytularnego Nacolii.
Był współkonsekratorem podczas sakry: biskupa pomocniczego kujawsko-kaliskiego Karola Ludwika Pollnera (1885), biskupa pomocniczego łucko-żytomierskiego Bolesława Hieronima Kłopotowskiego (1897), biskupa pomocniczego żmudzkiego Gaspara Felicjana Cyrtowta (1897), biskupa pomocniczego siedleckiego Henryka Przeździeckiego (1918), biskupa diecezjalnego lubelskiego Mariana Leona Fulmana (1918), biskupa pomocniczego warszawskiego Stanisława Galla (1918) i biskupa pomocniczego lubelskiego Adolfa Józefa Jełowickiego (1919).
Zmarł 25 marca 1925 w Warszawie. Został pochowany w krypcie tamtejszego kościoła św. Krzyża.

## Wyróżnienia
Otrzymał tytuł doktora honoris causa Uniwersytetu Warszawskiego, przyznany za prace naukowe wydane m.in. w Encyklopedii kościelnej i na łamach „Przeglądu Katolickiego”.